# Marcq-en-Barœul
Marcq-en-Barœul (in piccardo Marke-in-Bareul, in olandese Marke) è un comune francese di 39 657 abitanti situato nel dipartimento del Nord nella regione dell'Alta Francia.

## Geografia fisica
La città sorge nel nord della Francia, nei pressi del centro di Lilla, della cui area metropolitana fa parte, ed è attraversata dal fiume Marque.
Si trova sugli assi di comunicazione che collegano Lille alle città di Roubaix e Tourcoing.

## Storia
Il nome della città deriva, come del resto anche quello del fiume che l'attraversa, dal termine germanico "Marcha", che ha il doppio significato di frontiera e di luogo solitario e paludoso.
Se ne ha notizia per la prima volta in dei documenti del 1066, dove viene descritto come un piccolo paese fondato vicino al fiume Marque, a proposito di una grande parrocchia di cui facevano parte anche i centri di Marquette e Wasquehal.
Il paese, noto nell'XVII secolo con l'appellativo di "giardino di Lille", resterà per tutto il periodo preindustriale solo un piccolissimo centro che si sviluppava attorno alla chiesa di Saint-Vincent. Sara solo con le rivoluzioni industriali del XIX e XX secolo che la città prenderà a crescere, questa volta attorno alle nuove fabbriche tessili ed alimentari.
Ma l'evento che ha cambiato radicalmente Marcq-en-Baroeul è stato l'apertura, nel 1909, della grande via di comunicazione che collega le città di Lille, Roubaix e Tourcoing, e che ha trasformato la cittadina in uno dei centri insediativi privilegiati del territorio.
Da considerare anche l'Accordo di Marcq-en-Barœul del 2008, un accordo internazionale tra la Francia e il Belgio riguardante la gestione congiunta di questioni transfrontaliere come la cooperazione ambientale e infrastrutturale.

## Società

### Evoluzione demografica
Abitanti censiti

## Economia
Situata nel cuore dell'area metropolitana di Lille, la città ha beneficiato del grande sviluppo economico dell'intera regione. Al giorno d'oggi l'economia di Marcq-en-Baroeul è basata prevalentemente sul settore terziario, che rappresenta l'80% delle entrate cittadine. Ancora di un certo rilievo resta tuttavia il settore agro-alimentare, basti pensare che ci sono quasi 300 ettari di terreno coltivato, a testimonianza dell'antica vocazione agricola della città.

## Cultura

### Monumenti e luoghi d'interesse
- Chiesa di Saint-Vincent
- Volta del Lazaro
- Chiesa Saint-Louis
- Ippodromo di Croisé Laroche
- Museo delle telecomunicazioni
- Teatro della Rianderie

### Università
- Università del Lazaro
- Università di Rouge-Barres
- Università di Kernanec
- Università Privata di Marcq

## Amministrazione

### Gemellaggi
- Poggibonsi
- Ealing
- Gladbeck
- Kuurne